# Ciclosporine
Ciclosporine is een geneesmiddel om afstotingsverschijnselen te onderdrukken na een orgaantransplantatie of stamceltransplantatie. Ook wordt het middel soms toegepast bij ernstige vormen van psoriasis. Het wordt gewonnen uit de ascomyceten Tolypocladium inflatum (W. Gams) en Cylindrocarpon lucidum. De ciclisporine is opgenomen in de lijst van essentiële geneesmiddelen van de WHO.
Ciclosporine is een middel dat voortkomt uit de transplantatiegeneeskunde. Het onderdrukt de afstotingsreacties van getransplanteerde organen. Inmiddels wordt het ook met succes gebruikt bij aandoeningen waarbij T-cellen een oorzakelijke rol spelen (voor onder andere psoriasis en constitutioneel eczeem). Het middel is in de handel onder verschillende merknamen. 
Vanwege de nogal ernstige mogelijke bijwerkingen moeten patiënten met regelmaat gecontroleerd worden. Met name bij langer gebruik neemt het risico toe. Omdat het middel niet geneest, maar een symptoom bestrijdt, is blijvend gebruik noodzakelijk. Voor bepaalde levensbedreigende situaties, zoals het handhaven van getransplanteerde organen, is het onontbeerlijk. Chemisch gezien is het een macrocyclische verbinding.

## Diergeneeskunde
In de diergeneeskunde is de ciclosporine onder de merknaam 'Optimmune Canis' in gebruik ter behandeling van hoornvliesontstekingen en droge ogen. Ook is de stof in de diergeneeskunde geregistreerd ter behandeling van atopische dermatitis onder de merknaam 'Atopica'. 